# 하프 패스트 데드
《하프 패스트 데드》(영어: Half Past Dead)는 미국과 독일에서 제작된 돈 마이클 폴 감독의 2002년 액션 범죄 스릴러 영화이다. 스티븐 서갈 등이 출연하였고, 앤드루 스티븐스 등이 제작에 참여하였다.

## 출연진
- 스티븐 서갈
- 모리스 체스트넛
- 자 룰
- 니아 피플스
- 토니 플라나
- 커럽트
- 마이클 “베어” 탤리페로
- 클로디아 크리스천
- 린다 소슨
- 브루스 와이츠
- 마이클 맥그레이디
- 리처드 브레머
- 하네스 예니케
- 모니크

## 기타 제작진
- 라인 제작: 앨리슨 서멘자, 윌리엄 B. 스테이클리
- 공동 제작: 필 골드파인, 제임스 홀트
- 협력 제작: 리처드 L. 폭스
- 배역: 제프 제라드
- 미술: 알브레히트 콘라트
- 의상: 바르바라 예거
- 사운드트랙 총괄 제작·음악 감독: 마이클 로이드